# Regina Bianca (Alice nel Paese delle Meraviglie)
La Regina Bianca è un personaggio inventato da Lewis Carroll apparso per la prima volta in Attraverso lo specchio e quel che Alice vi trovò.
Come per tutti i suoi personaggi, Carroll non ne dà una precisa descrizione fisica, ma si sofferma più sul comportamento del personaggio e sul suo modo di relazionarsi con Alice.

## Il personaggio
Alice incontra la Regina Bianca e suo marito, il Re Bianco, appena arrivata nel Mondo dello Specchio: sono entrambi pezzi della scacchiera animata che si trova nel salotto all'ingresso di tale Mondo. La regina inizialmente non vede Alice perché è disperatamente alla ricerca di sua figlia Lily; Alice tenta di aiutarla sollevando lei e il Re sul tavolo, portandoli a credere di essere stati scagliati in aria da un vulcano invisibile. Quando Alice incontra la Regina Rossa e decide di unirsi alla partita a scacchi, prende il posto di un pedone bianco, sostituendosi a Lily, la quale è troppo giovane per giocare.
In seguito Alice ritrova la Regina Bianca, stavolta alla sua stessa misura, dopo l'incontro con Tweedledum e Tweedledee: la bambina ha trovato infatti uno scialle che vaga nel bosco, il quale scoprirà appartenere alla Regina. Costei appare come una donna triste, trasandata e capricciosa: poiché vive nel Mondo dello Specchio, inoltre, ella vive a ritroso nel tempo: i suoi ricordi sono cioè formati da fatti che devono ancora verificarsi. Infatti la Regina racconta ad Alice di un messaggero del Re, imprigionato per un crimine per il quale dev'essere ancora processato, prima ancora di commettere il reato. La Regina Bianca, oltre a raccontare ad Alice cose difficili da credere (come il fatto che abbia poco più di 101 anni) le dice che in gioventù era in grado credere a "sei cose impossibili prima di colazione", e le consiglia di fare lo stesso. L'incontro si conclude con la Regina che sembra trasformarsi improvvisamente in una vecchia pecora occhialuta, che siede al bancone di un negozio. In realtà, Alice scoprirà che la Regina è semplicemente sparita, e la Pecora è solo una dei suoi servitori: da lei acquisterà l'uovo che si trasformerà in Humpty Dumpty.
Dopo che Alice diventa regina vincendo la partita a scacchi, la Regina Bianca riappare insieme alla Regina Rossa: le due fingono di celebrare la sua promozione, ma subito iniziano a porle una serie di domande nonsense e a criticare i suoi modi scarsamente regali. Di colpo la Regina Bianca scompare dalla scena gettandosi in una zuppiera piena di minestra: Alice procede allora a "catturare" la Regina Rossa e dà scacco matto al Re Rosso, ponendo fine al gioco e tornando al mondo reale: qui la bambina ipotizza che la Regina Bianca sia in realtà la versione onirica del suo gattino bianco Fiocco di Neve.

### Analisi
Poiché Attraverso lo Specchio può essere letto come l'allegoria di una partita a scacchi, la Regina Bianca va intesa come la regina manovrata da Alice, che inizia come pedone bianco e finirà per essere promossa a regina e dare scacco matto al suo avversario, rappresentato dalla Regina Rossa (nella tradizione anglosassone è più comune che questo colore sia opposto al bianco, anziché il nero). A differenza di quest'ultima, che corre velocissima pur non andando in nessun posto, la Regina Bianca sembra invece muoversi lentamente e in maniera disordinata, senza avere un'idea precisa di dove andare: le due incarnano diverse strategie di gioco, entrambe inconcludenti.
La Regina Bianca è la prima a spiegare ad Alice la logica del Mondo dello Specchio, dove il tempo procede a ritroso e il futuro precede il passato: questo è stato particolarmente evidente nel capitolo precedente, dove la battaglia tra Tweedledee e Tweedledum avveniva dopo che Alice aveva enunciato la nursery rhyme che la narra. Tuttavia, a differenza degli altri personaggi (che subiscono passivamente questa legge), la regina è in grado di muoversi liberamente nel tempo, tanto da avere ricordi del passato e prefigurazioni del futuro, in coerenza con le possibilità di movimento del pezzo degli scacchi.
Il personaggio incarna infine l'inutilità delle convenzioni sociali dell'Età vittoriana: Alice intuisce infatti che la Regina abbia compiuto una scalata sociale partendo da umili origini; tuttavia, anziché guadagnarsi il rispetto altrui, ella è scontenta di sé e rivanga di continuo il proprio passato, ostentando modi del tutto inappropriati per il suo rango; nondimeno, non esita a criticare le maniere di Alice, dimostrandosi ipocrita. La sua inadeguatezza è riscontrabile anche nella sua ultima mossa: facendosi prendere dal panico si lancia in una zuppiera, eseguendo un arrocco sbagliato mentre il Re Bianco è sotto scacco dalla Regina Rossa; questo dà modo ad Alice di dare scacco matto al Re Rosso, concludendo la partita.

## In altri media
Il personaggio della Regina Bianca è spesso tagliato dai vari adattamenti cinematografici e televisivi dei libri di Alice; manca ad esempio nel film del 1951.
La sua apparizione più notevole avviene nel remake del 2010 e nel suo sequel, nei quali viene interpretata dall'attrice Anne Hathaway. Nel primo film la Regina Bianca (il cui vero nome è Mirana di Marmoreal) è la legittima sovrana di Sottomondo (il Paese delle Meraviglie), spodestata da sua sorella Iracebeth di Crims (Helena Bonham Carter), la Regina Rossa; a differenza di quest'ultima, collerica e invidiosa, Mirana è dotata di modi gentili e di un aspetto gradevole, anche se sembra esperta di magia nera. Alice (interpretata da Mia Wasikowska) la aiuterà a riconquistare il suo regno sconfiggendo il Ciciarampa.

La Regina Bianca interpretata da Anne Hathaway nel film Alice in Wonderland

Nel sequel viene rivelato che l'odio tra le due sorelle era nato in seguito a un atto di egoismo della Regina Bianca, e le due si riappacificano.
In C'era una volta nel Paese delle Meraviglie, spin-off della serie C'era una volta ambientato nel mondo di Alice, la Regina Bianca non compare; tuttavia nel finale viene detto che Anastasia/la Regina Rossa, avendo abbandonato la malvagità, si è trasformata nella Regina Bianca.